# Ruidocollaris
Ruidocollaris is een geslacht van rechtvleugeligen uit de familie sabelsprinkhanen (Tettigoniidae). De wetenschappelijke naam van dit geslacht is voor het eerst geldig gepubliceerd in 1993 door Liu.

## Soorten
Het geslacht Ruidocollaris omvat de volgende soorten:
- Ruidocollaris apennis Liu & Kang, 2010
- Ruidocollaris convexipennis Caudell, 1935
- Ruidocollaris ferruginescens Liu & Kang, 2010
- Ruidocollaris latilobalis Liu & Kang, 2010
- Ruidocollaris longicaudalis Liu & Kang, 2010
- Ruidocollaris obscura Liu & Jin, 1999
- Ruidocollaris parapennis Liu & Kang, 2010
- Ruidocollaris rubescens Liu & Kang, 2010
- Ruidocollaris truncatolobata Brunner von Wattenwyl, 1878